# دون هود
دون هود (بالإنجليزية: Don Hood)‏ هو لاعب كرة قاعدة أمريكي، ولد في 16 أكتوبر 1949 في فلورنس في الولايات المتحدة.

## وصلات خارجية
- دون هود على موقعبيزبول رفرنس.كوم (الدوري الرئيسي) (الإنجليزية)
- دون هود على موقعبيزبول رفرنس.كوم (الدوري الثانوي) (الإنجليزية)